# Arachnodes mahafalyensis
Arachnodes mahafalyensis är en skalbaggsart som beskrevs av Olivier Montreuil 2006. Arachnodes mahafalyensis ingår i släktet Arachnodes och familjen bladhorningar. Inga underarter finns listade.